# Pratt & Whitney F100

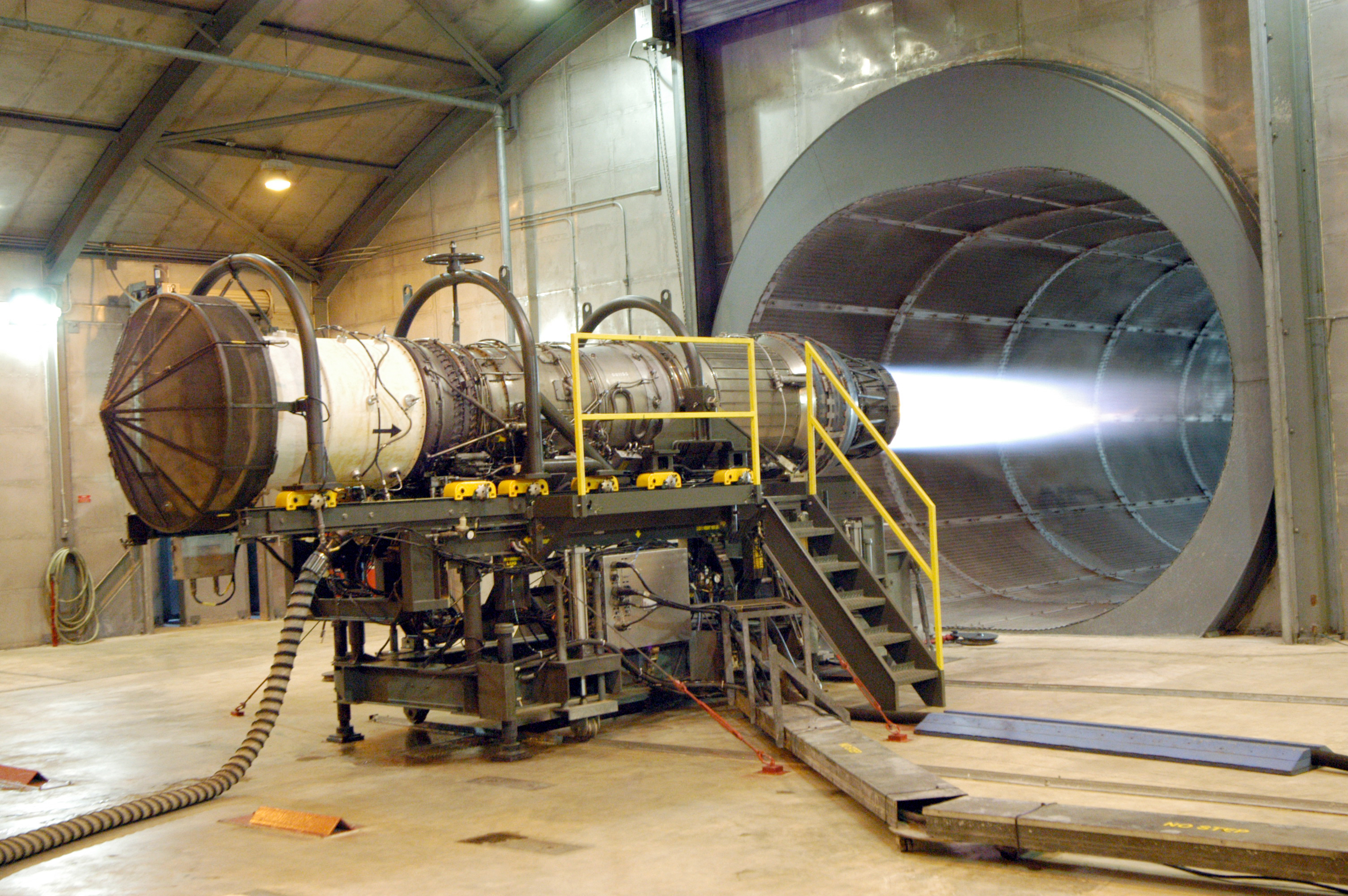
Ein F100-Triebwerk für die F-15 wird getestet

Das Pratt & Whitney F100 ist ein Turbofan-Triebwerk mit Nachbrenner und niedrigem Nebenstromverhältnis. Es ist für den Einsatz in Kampfflugzeugen konzipiert, wobei alle Varianten von dem US-Konzern Pratt & Whitney gefertigt werden.

## Entwicklung
Das F100 war ursprünglich als Triebwerk für die F-14 Tomcat und die F-15 Eagle gedacht und wurde als „JTF22“ bezeichnet. Allerdings zog sich die US Navy später aus dem Programm zurück, so dass die US Air Force die Finanzierung übernahm. Im Februar 1970 wurde diese Basiskonstruktion als zukünftiges Triebwerk für den Gewinner des noch laufenden FX-Wettbewerbs, der den Nachfolger der F-4 Phantom II hervorbringen sollte, ausgewählt. Da McDonnell Douglas den Wettbewerb mit der F-15A Eagle für sich entscheiden konnte, wurde dies die erste Plattform für das F100-Triebwerk.
Im Juni 2008 überschritt die F100-Triebwerksfamilie die Marke von 21 Millionen operativen Betriebsstunden.

## Varianten

### F100-PW-100
Das Originaltriebwerk der F-15A/B. Nachdem bis zum Februar 1972 über 3.000 Teststunden absolviert wurden, fand der Erstflug am 27. Juli 1972 statt. Bis 1985 wurden mit 3.500 Triebwerken zwei Millionen Flugbetriebsstunden absolviert.

### F100-PW-200
Diese Variante wurde für den Einsatz in der F-16A/B Fighting Falcon modifiziert. So wurde ein Reservesystem zur Treibstoffregelung installiert, das Kühlsystem überarbeitet und eine Erweiterung des Verdichterlufteinlaufes hinzugefügt.

### F100-PW-220

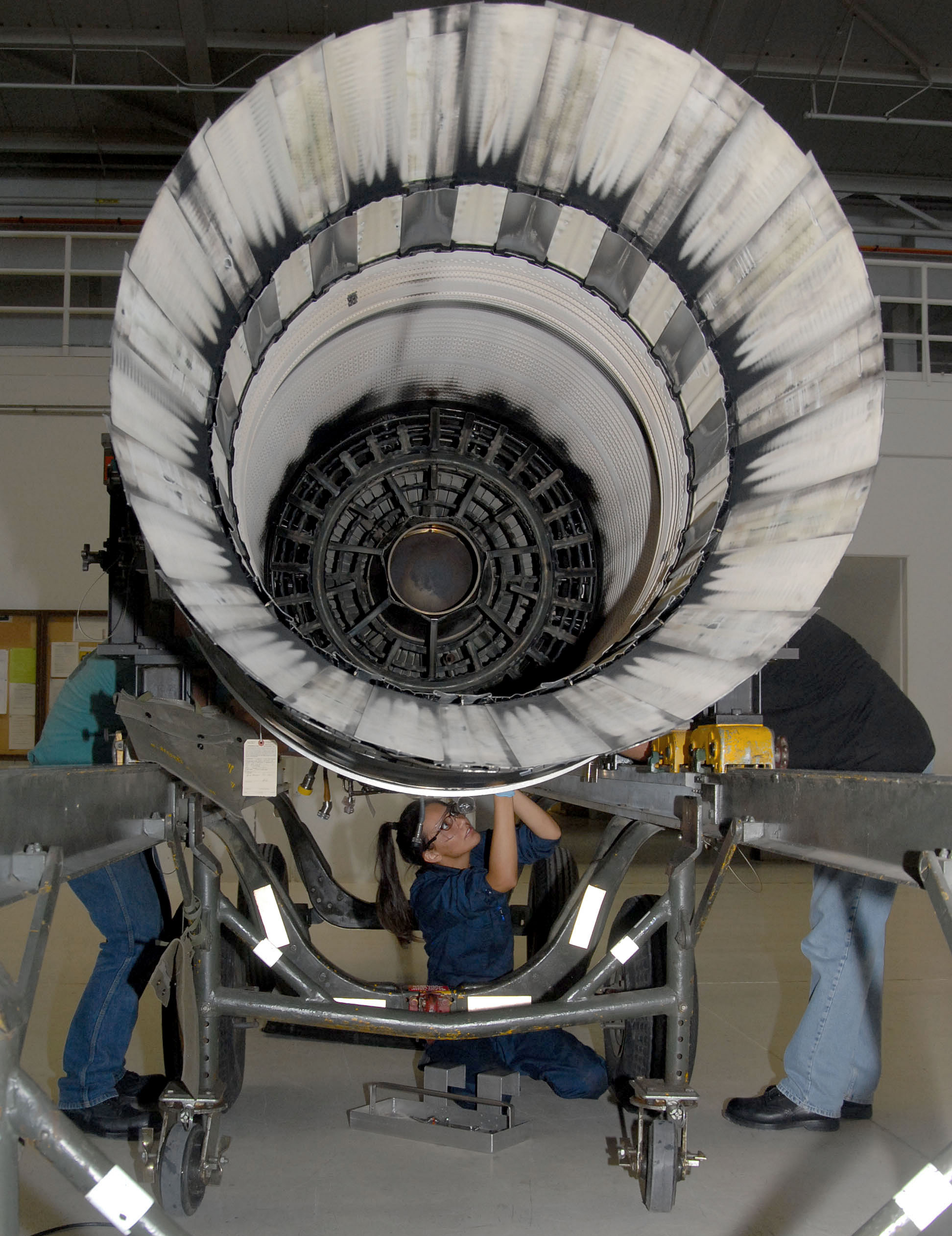
Ein F100-PW-220-Triebwerk

Diese Version wurde für den „Alternate Fighter Engine“-Wettbewerb überarbeitet, der ein alternatives Triebwerk für die F-15 und F-16 hervorbringen sollte. Das Triebwerk verfügt nun über digitale Kontrollsysteme, neuartige Materialien und ein fortschrittlicheres Konzept zur Triebwerkskühlung. Es wurde im Oktober 1985 in Dienst gestellt, nachdem 4.000-Missionszyklen erfolgreich absolviert wurden (dies entspricht etwa neun Jahren Normalbetrieb). Das Triebwerk treibt alle F-15C/D-Maschinen und einige F-16C/D an. Im Rahmen des „Common Configuration Improvement Program“ (CCIP) für die F-16 bestellte die Air Force im Juni 1999 neue Teile im Wert von 117 Millionen US-Dollar, die eine höhere Lebensdauer und einen höheren Nachbrennerschub aufweisen.

### F100-PW-220E
Bezeichnet alle -100- und -200-Varianten, die auf den -220-Standard gebracht wurden. Die Air Force hat alle -100- und -200-Triebwerke auf diesen Stand modernisiert.

### F100-PW-220LE
Ein weiteres Upgrade mit verbesserten Materialien und Kühlung sowie einer längeren Lebensdauer und vermindertem Wartungsaufwand.

### F100-PW-229
Diese Variante stellt eine umfassende Neuentwicklung des F100-Triebwerks dar. Zu den Verbesserungen gehören unter anderem ein digitales FADEC-System, ein moderner Fan und eine verbesserte Verdichterstufe. Auch wurde die Lebensdauer der Komponenten verlängert und die Wartung vereinfacht. Dank einer kürzeren Brennkammer ist das gesamte Triebwerk trotz eines längeren Verdichterteils genauso lang wie die Vorgängermodelle, wodurch ein Austausch erheblich vereinfacht wird, da keine Änderungen an der Flugzeugzelle vorgenommen werden müssen.
Die Indienststellung für die F-15 fand 1991 statt, für die F-16 im Jahre 1993. Ab dem Mai 1997 wurden Tests mit einer 3D-Schubvektorsteuerung für die F-15 und F-16 durchgeführt.

### F100-PW-220P
Ein Upgrade für alle Triebwerke vor der -229-Variante. Hierbei wurde soviel Technologie wie möglich aus dem -229-Triebwerk übernommen, so beispielsweise der fortschrittliche Fan, das FADEC-System und das verbesserte Treibstoffmanagement für den Nachbrennermodus.

### F100-PW-229A
Ursprünglich bekannt als F100-PW-229IPE+ („Increased Performance Engine“) wurde diese Variante entwickelt, um die F-15 und F-16 mit einem deutlich schubstärkeren Triebwerk auszurüsten. Hauptmerkmal ist der neu konstruierte Fan, der auf Basis des F119-PW-100-Triebwerks für die F-22 Raptor entwickelt wurde. Ursprünglich wurde es als neues Triebwerk für die F-15 und F-16 konzipiert, allerdings benötigt das Triebwerk einen erheblich höheren Luftfluss, weswegen die Lufteinlässe der Maschinen modifiziert werden müssen. Das Triebwerk kann entweder mit einer 3D-Schubvektorsteuerung oder einer Düse mit geringer IR-Signatur ausgerüstet werden.

### F100-PW-229 EEP
Diese Variante wird seit dem Frühjahr 2009 von Pratt & Whitney produziert. Es ist im Wesentlichen ein Update der Konstruktion auf Basis der gesammelten Erkenntnisse bei den Triebwerken F119 (für Lockheed Martin F-22) und F135 (für Lockheed Martin F-35). Es wurden primär die Zuverlässigkeit und Wartbarkeit verbessert, die Leistung bleibt auf dem Niveau der Vorgängerversion. So ist es aktuell (Stand: März 2009) das einzige Triebwerk, welches von der US Air Force für ein Inspektionsintervall von 6.000 Betriebsstunden zugelassen ist. Eine Generalüberholung soll statt alle 7 bis 9 Jahre nun nur noch alle 10 bis 14 Jahre nötig sein. Der Erstkunde ist Südkorea, gefolgt von Marokko und Pakistan.

## Aufbau und Technische Daten
Quelle: Janes Aero Engines 2002
- Fan: Axial, 3 Stufen
  - Durchmesser: 928 mm
  - Max. Drehgeschwindigkeit: 10.400/min
  - Nebenstromverhältnis: 0,7:1 (-100) bzw. 0,6:1 (-220) bzw. 0,36:1 (-229A)
- Kompressor: Axial, 10 Stufen, die ersten drei Statoren sind verstellbar (vier bei -229-Variante).
  - Max. Drehgeschwindigkeit: 13.450/min
  - Kompressionsverhältnis: 8:1
  - Gesamtkompressionsverhältnis: 24,5:1 (-100) bzw. 28,5:1 (-220P) bzw. 32,2:1 (-229)
- Brennkammer: Ringbrennkammer, gefertigt aus einer Nickellegierung
- Hochdruckturbine: 2 Stufen
- Niedrigdruckturbine: 2 Stufen

| Variante                                               | -100        | -200        | -220        | -220E       | -220LE      | -229 (F-15) | -229 (F-16) | -220P      | -229A       | -229A (Schubv.) |
| ------------------------------------------------------ | ----------- | ----------- | ----------- | ----------- | ----------- | ----------- | ----------- | ---------- | ----------- | --------------- |
| Länge:                                                 | 4,855 m     | 4,855 m     | 4,855 m     | 4,855 m     | 4,855 m     | 4,844 m     | 4,844 m     | 4,855 m    | 4,844 m     | 4,844 m         |
| Durchmesser:                                           | 1,181 m     | 1,181 m     | 1,181 m     | 1,181 m     | 1,181 m     | 1,181 m     | 1,181 m     | 1,181 m    | 1,181 m     | 1,181 m         |
| Gewicht:                                               | 1.482 kg    | 1.447 kg    | 1.452 kg    | 1.467 kg    | 1.532 kg    | 1.681 kg    | 1.699 kg    | 1.545 kg   | 1.844 kg    | 1.860 kg        |
| Maximaler Trockenschub:                                | 65,26 kN    | 65,26 kN    | 63,9 kN     | 64,9 kN     | 63,9 kN     | 79,18 kN    | 79,18 kN    | 74,29 kN   | 98,0 kN     | 98,0 kN         |
| Maximaler Nachbrennerschub:                            | 100,53 kN   | 100,53 kN   | 105,72 kN   | 105,72 kN   | 105,4 kN    | 129,45 kN   | 129,45 kN   | 120,01 kN  | 165,0 kN    | 165,0 kN        |
| Spez. Kraftstoffverbrauch: (mit maximalem Nachbrenner) | 59,49 mg/Ns | 59,49 mg/Ns | 59,49 mg/Ns | 59,49 mg/Ns | 59,20 mg/Ns | 54,96 mg/Ns | 54,96 mg/Ns | 56,9 mg/Ns | 50,99 mg/Ns | 50,99 mg/Ns     |